# Lijst van albums van Blake en Mortimer
Hieronder volgt een (mogelijk on)volledige lijst van albums van Blake en Mortimer.
| Nummer       | Titel                                   | Titel                                   | Oorspronkelijke titel                   | Oorspronkelijke titel                   | Jaar van uitgave | Scenario                                         | Tekeningen                           | Opmerkingen                                                                   |
| ------------ | --------------------------------------- | --------------------------------------- | --------------------------------------- | --------------------------------------- | ---------------- | ------------------------------------------------ | ------------------------------------ | ----------------------------------------------------------------------------- |
| Buiten reeks | De «U» straal                           | De «U» straal                           | Le Rayon U                              | Le Rayon U                              | 1943             | Edgar P. Jacobs                                  | Edgar P. Jacobs                      | voorstudie                                                                    |
| 1            | Het Geheim van de Zwaardvis             | De Meedogenloze Achtervolging           | Le Secret de l'Espadon                  | La poursuite fantastique                | 1949             | Edgar P. Jacobs                                  | Edgar P. Jacobs                      | verhaal over drie albums                                                      |
| 2            | Het Geheim van de Zwaardvis             | De Ontsnapping van Mortimer             | Le Secret de l'Espadon                  | L'évasion de Mortimer                   | 1949             | Edgar P. Jacobs                                  | Edgar P. Jacobs                      | verhaal over drie albums                                                      |
| 3            | Het Geheim van de Zwaardvis             | SX1 in tegenaanval                      | Le Secret de l'Espadon                  | SX1 contre-attaque                      | 1949             | Edgar P. Jacobs                                  | Edgar P. Jacobs                      | verhaal over drie albums                                                      |
| 4            | Het Mysterie van de Grote Piramide      | Het Manuscript van Manethon             | Le Mystère de la Grande Pyramide        | Le Papyrus de Manéthon                  | 1952             | Edgar P. Jacobs                                  | Edgar P. Jacobs                      | verhaal over twee albums                                                      |
| 5            | Het Mysterie van de Grote Piramide      | De Kamer van Horus                      | Le Mystère de la Grande Pyramide        | Le Chambre de Horus                     | 1952             | Edgar P. Jacobs                                  | Edgar P. Jacobs                      | verhaal over twee albums                                                      |
| 6            | Het Gele Teken                          | Het Gele Teken                          | La Marque jaune                         | La Marque jaune                         | 1954             | Edgar P. Jacobs                                  | Edgar P. Jacobs                      |                                                                               |
| 7            | Het Raadsel van Atlantis                | Het Raadsel van Atlantis                | L'Énigme de l'Atlantide                 | L'Énigme de l'Atlantide                 | 1956             | Edgar P. Jacobs                                  | Edgar P. Jacobs                      |                                                                               |
| 8            | S.O.S. Meteoren                         | S.O.S. Meteoren                         | S.O.S. Météores                         | S.O.S. Météores                         | 1959             | Edgar P. Jacobs                                  | Edgar P. Jacobs                      |                                                                               |
| 9            | De Valstrik                             | De Valstrik                             | Le Piège diabolique                     | Le Piège diabolique                     | 1961             | Edgar P. Jacobs                                  | Edgar P. Jacobs                      |                                                                               |
| 10           | Het Halssnoer van de Koningin           | Het Halssnoer van de Koningin           | L'Affaire Du Collier                    | L'Affaire Du Collier                    | 1966             | Edgar P. Jacobs                                  | Edgar P. Jacobs                      |                                                                               |
| 11           | De 3 Formules van Professor Sato        | Mortimer in Tokio                       | Les 3 formules du profeseur Sato        | Mortimer à Tokyo                        | 1972             | Edgar P. Jacobs                                  | Edgar P. Jacobs                      | verhaal over twee albums                                                      |
| 12           | De 3 Formules van Professor Sato        | Mortimer vs Mortimer                    | Les 3 formules du profeseur Sato        | Mortimer contra Mortimer                | 1990             | Edgar P. Jacobs                                  | Edgar P. Jacobs Bob De Moor          | verhaal over twee albums                                                      |
| Buiten reeks | Niet vertaald                           | Niet vertaald                           | Mystère à Montreuil                     | La Marque Verte                         | 1988             | Bob De Moor                                      | Bob De Moor Johan De Moor            | reclame, kortverhaal                                                          |
| 13           | De zaak Francis Blake                   | De zaak Francis Blake                   | L'Affaire Francis Blake                 | L'Affaire Francis Blake                 | 1996             | Jean Van Hamme                                   | Ted Benoit                           |                                                                               |
| Buiten reeks | Niet vertaald                           | Niet vertaald                           | Histoire d'un retour                    | Histoire d'un retour                    | 1996             | Éric Verhoest Jean-Luc Cambier                   |                                      | achter de schermen                                                            |
| Buiten reeks | Het gedroomde avontuur                  | Het gedroomde avontuur                  | L'Aventure immobile                     | L'Aventure immobile                     | 1998             | Didier Convard                                   | André Juillard                       | geïllustreerd verhaal                                                         |
| 14           | Het Voronov-complot                     | Het Voronov-complot                     | La Machination Voronov                  | La Machination Voronov                  | 2000             | Yves Sente                                       | André Juillard                       |                                                                               |
| 15           | Bericht uit het verleden                | Bericht uit het verleden                | L'Étrange Rendez-vous                   | L'Étrange Rendez-vous                   | 2001             | Jean Van Hamme                                   | Ted Benoit                           |                                                                               |
| 16           | De Sarcofagen van het 6e Continent      | De universele dreiging                  | Les Sarcophages du 6e continent         | La Menace universelle                   | 2003             | Yves Sente                                       | André Juillard                       | verhaal over twee albums                                                      |
| 17           | De Sarcofagen van het 6e Continent      | Het duel van de geesten                 | Les Sarcophages du 6e continent         | Le Duel des esprits                     | 2004             | Yves Sente                                       | André Juillard                       | verhaal over twee albums                                                      |
| Buiten reeks | Schaduw over het Britse Rijk            | Schaduw over het Britse Rijk            | Menaces sur l'Empire                    | Menaces sur l'Empire                    | 2005             | Pierre Veys                                      | Nicolas Barras                       | De avonturen van Philip en Francis                                            |
| 18           | Het Heiligdom van Gondwana              | Het Heiligdom van Gondwana              | Le Sanctuaire du Gondwana               | Le Sanctuaire du Gondwana               | 2008             | Yves Sente                                       | André Juillard                       |                                                                               |
| Buiten reeks | Achter de schermen van Blake & Mortimer | Achter de schermen van Blake & Mortimer | Dans les coulisses de Blake et Mortimer | Dans les coulisses de Blake et Mortimer | 2008             | Yves Sente                                       | André Juillard                       | achter de schermen                                                            |
| Buiten reeks | Niet vertaald                           | Niet vertaald                           | Les Sarcophages d'Açoka                 | Les Sarcophages d'Açoka                 | 2008             | Yves Sente                                       | André Juillard                       | samenvatting De Sarcofagen van het 6e Continent en Het Heiligdom van Gondwana |
| 19           | De Vloek van de Dertig Zilverlingen     | Het Manuscript van Nicodemus            | La Malédiction des trente deniers       | Le Manuscrit de Nicodemus               | 2009             | Jean Van Hamme                                   | René Sterne Chantal De Spiegeleer    | verhaal over twee albums                                                      |
| 20           | De Vloek van de Dertig Zilverlingen     | De Poort van Orpheus                    | La Malédiction des trente deniers       | La Porte d'Orphée                       | 2010             | Jean Van Hamme                                   | Antoine Aubin Étienne Schréder       | verhaal over twee albums                                                      |
| Buiten reeks | De duivelse valstrik                    | De duivelse valstrik                    | Le Piège Machiavélique                  | Le Piège Machiavélique                  | 2011             | Pierre Veys                                      | Nicolas Barras                       | De avonturen van Philip en Francis                                            |
| 21           | De Eed van de Vijf Lords                | De Eed van de Vijf Lords                | Le Serment des cinq Lords               | Le Serment des cinq Lords               | 2012             | Yves Sente                                       | André Juillard                       |                                                                               |
| 22           | De Septimus-Golf                        | De Septimus-Golf                        | L'Onde Septimus                         | L'Onde Septimus                         | 2013             | Jean Dufaux                                      | Antoine Aubin Étienne Schréder       |                                                                               |
| Buiten reeks | SOS Meteorologen                        | SOS Meteorologen                        | S.O.S. Météo                            | S.O.S. Météo                            | 2014             | Pierre Veys                                      | Nicolas Barras                       | De avonturen van Philip en Francis                                            |
| Buiten reeks | Niet vertaald                           | Niet vertaald                           | Le guide de Blake et Mortimer           | Le guide de Blake et Mortimer           | 2014             | Daniel Couvreur                                  |                                      | inleiding tot de reeks                                                        |
| 23           | De Staf van Plutarchus                  | De Staf van Plutarchus                  | Le Bâton de Plutarque                   | Le Bâton de Plutarque                   | 2014             | Yves Sente                                       | André Juillard                       |                                                                               |
| 24           | Het Testament van William S.            | Het Testament van William S.            | Le Testament de William S.              | Le Testament de William S.              | 2016             | Yves Sente                                       | André Juillard                       |                                                                               |
| 25           | De Vallei der Onsterfelijken            | Dreiging op Hong Kong                   | La Vallée des Immortels                 | Menace sur Hong Kong                    | 2018             | Yves Sente                                       | Teun Berserik Peter van Dongen       | verhaal over twee albums                                                      |
| 26           | De Vallei der Onsterfelijken            | De duizendste arm van de Mekong         | La Vallée des Immortels                 | Le Millième bras du Mékong              | 2019             | Yves Sente                                       | Teun Berserik Peter van Dongen       | verhaal over twee albums                                                      |
| Buiten reeks | De laatste farao                        | De laatste farao                        | Le Dernier Pharaon                      | Le Dernier Pharaon                      | 2019             | Thomas Gunzig Jaco Van Dormael François Schuiten | François Schuiten                    | andere tekenstijl                                                             |
| 27           | De Schreeuw van de Moloch               | De Schreeuw van de Moloch               | Le Cri du Moloch                        | Le Cri du Moloch                        | 2020             | Jean Dufaux                                      | Christian Cailleaux Étienne Schréder |                                                                               |
| Buiten reeks | De bruid van Dr Septimus                | De bruid van Dr Septimus                | La Fiancée du docteur Septimus          | La Fiancée du docteur Septimus          | 2020             | François Rivière                                 | Jean Harambat                        | geïllustreerd verhaal                                                         |
| 28           | De laatste Zwaardvis                    | De laatste Zwaardvis                    | Le Dernier Espadon                      | Le Dernier Espadon                      | 2021             | Jean Van Hamme                                   | Teun Berserik Peter van Dongen       |                                                                               |
| 29           | Acht Uur in Berlijn                     | Acht Uur in Berlijn                     | Huit Heures à Berlin                    | Huit Heures à Berlin                    | 2022             | Jean-Luc Fromental José-Louis Bocquet            | Antoine Aubin                        |                                                                               |
| Buiten reeks | De Vuurpijl                             | De Vuurpijl                             | La Flèche Ardente                       | La Flèche Ardente                       | 2023             | Jean Van Hamme                                   | Christian Cailleaux Étienne Schréder | vervolg op De «U» straal                                                      |
| Buiten reeks | De Kunst van het Oorlogvoeren           | De Kunst van het Oorlogvoeren           | L'Art de la Guerre                      | L'Art de la Guerre                      | 2023             | Jean-Luc Fromental José-Louis Bocquet            | Jean-Claude Floc'h                   | andere tekenstijl                                                             |
| 30           | Getekend Olrik                          | Getekend Olrik                          | Signé Olrik                             | Signé Olrik                             | 2024             | Yves Sente                                       | André Juillard                       |                                                                               |

## Chronologie van de avonturen
Edgar P. Jacobs heeft nooit de avonturen van Blake en Mortimer gedateerd. In verschillende avonturen wordt er verwezen naar de maand, maar nooit het jaar. We kunnen er vanuit gaan dat zijn avonturen plaatsvinden in het jaar dat hij ze geschreven heeft, dus van 1946 tot 1967. De latere schrijvers zijn preciezer in het aanduiden van data, soms zelfs tot op de dag. De meeste nieuwe avonturen vinden plaats in de jaren '50, tussen Het Gele Teken en S.O.S. Meteoren. Enkel 4 avonturen vinden plaats in de jaren '40. De Staf van Plutarchus is een prequel op de serie. De avonturen De vallei der Onsterfelijken en De Laatste Zwaardvis vinden plaats tussen Het Geheim van de Zwaardvis en Het Mysterie van de Grote Pyramide. Het avontuur Acht Uur in Berlijn vindt dan weer plaats in de jaren '60. Het album De Laatste Farao speelt zich af in de jaren '80, maar valt buiten de chronologie van de reguliere serie. Het album Het gedroomde avontuur vindt plaats in de jaren '90.
De volgende chronologie probeert een coherent verloop weer te geven, maar soms zijn er tegenstrijdigheden, dus een andere chronologie is mogelijk.
| Avontuur (volgorde van uitgave)              | Datum                        | Context of historisch feit |
| -------------------------------------------- | ---------------------------- | --- |
| De Staf van Plutarchus (23)                  | mei 1944 – september 1946    | het avontuur begint in de lente van 1944 tijdens de tweede wereldoorlog, enkele dagen voor landing in Normandië (6 juni 1944) en eindigt 2 jaar later aan de vooravond van Het Geheim van de Zwaardvis |
| Het Geheim van de Zwaardvis (1-3)            | 1946                         | Het avontuur speelt zich af over enkele maanden. In het tweede deel, pagina 14, is er op een communiqué van verschillende legers na de aanval van het gele rijk en daarop is te zien: 30 augustus. |
| De Vallei der Onsterfelijken (25-26)         | 1947                         | Het avontuur start direct na het einde van Het Geheim van de Zwaardvis met de aanval van de Zwaardvissen op Lhassa. |
| De Laatste Zwaardvis (28)                    | januari - maart 1948         | De geplande aanslag op Buckingham Palace vindt plaats op 21 maart. |
| Het Mysterie van de Grote Piramide (4-5)     | april - mei 1950             | Het telegram dat Mortimer in het begin naar Blake stuurt is gedateerd op 30 april (deel 1, pagina 40). |
| Het Gele Teken (6)                           | december 1952                | Het avontuur vind plaats in de maand december. Macomber ontvangt een brief van het Gele Teken met datum 18 december (pagina 10) en op het einde is het middernacht in de nacht van 24 op 25 december en wenst Blake iedereen een vrolijke kerst (pagina 66). Hoewel geen exact jaartal wordt genoemd, wordt wel duidelijk dat het na 7 februari 1952 is, omdat het volkslied “God save the Queen” is en niet “God save the King”. Contradictie: Septimus vermeldt dat hij Olrik verborgen hield gedurende de tweede wereldoorlog. Dit gaat in tegen de veronderstelling dat Het Geheim van de Zwaardvis en Het Mysterie van de Grote Pyramide plaatsvinden na de tweede wereldoorlog. |
| De Septimus-Golf (22)                        | juni 1953                    | Het avontuur is een vervolg op Het Gele Teken en begint op op 11 juni 1953 tijdens Trooping the Colour, de jaarlijkse parade ter ere van de verjaardag van koningin Elisabeth II. |
| De Schreeuw van de Moloch (27)               | zomer 1953                   | Het avontuur volgt op De Septimus-Golf. |
| De bruid van Dr Septimus (buiten reeks)      | najaar 1953                  | Het avontuur speelt zich af na de gebeurtenissen van Het Gele Teken. Het einde van het avontuur springt enkele jaren verder naar 29 mei 1957. |
| De Eed van de Vijf Lords (21)                | januari 1954                 | Het verhaal begint met een terugblik naar november 1919 en gaat dan 35 jaar vooruit in de tijd naar 1954. De sneeuw geeft een winterperiode aan. |
| De Kunst van het Oorlogvoeren (buiten reeks) | voorjaar 1954                | Er wordt geen tijd vernoemd in het verhaal. Het prachtige gebouw van de Verenigde Naties waar de Algemene Vergaderingen worden gehouden in Manhattan is nog nieuw, bouwjaar 1951. De secretaris-generaal die opduikt, lijkt op de Zweed Dag Hammarskjöld die in functie was van 1953 tot 1961. |
| De zaak Francis Blake (13)                   | juni 1954                    | Een kalender op het bureau van Kendall geeft 19 juni 1954 aan (pagina 37) en Mortimer leest in de krant een gebeurtenis van 18 juni. |
| Bericht uit het Verleden (15)                | 1954                         | Het verhaal start op 17 oktober 1777 en springt dan naar 1954. In een dialoog tussen Mortimer en Dr. Kaufman wordt het jaar 1954 bevestigd. Een deel van het verhaal vindt plaats in de nacht van 16 en 17 oktober 1954. |
| De Vloek van de Dertig Zilverlingen (19-20)  | augustus - september 1955    | Het avontuur begint in de nacht van 26 en 27 augustus en gaat dan 2 weken verder. In deel twee vermeldt een brief dat het avontuur 12 jaar voor 1967 plaatsvindt. |
| Het Raadsel van Atlantis (7)                 | 1955                         | - |
| Het Voronov-complot (14)                     | januari -oktober 1957        | In het begin wordt 16 januari vermeld. Op pagina 10 wordt gerefereerd aan het Verdrag van Rome dat getekend werd op 25 maart 1957. De ontmoeting tussen John Lennon en Paul McCartney tijdens een tuinfeest van de St. Peter's Church in Woolton, zuid Liverpool, op pagina 54 en 55 vond plaats op 6 juli 1957. Op het einde van het verhaal vindt de lancering van de Spoutnik plaats, 4 oktober 1957. |
| De Sarcofagen van het 6e continent (16-17)   | februari tot april 1958      | Het avontuur start in februari 1958 en eindigt met de wereldtentoonstelling in april 1958. Dit verhaal bevat ook een passage die zich enkele decennia eerder afspeelt in India en waarin Blake en Mortimer elkaar voor het eerst ontmoeten. |
| Het Heiligdom van Gondwana (18)              | zomer 1958                   | Het avontuur is een vervolg op De Sarcofagen van het 6e continent. Mortimer leest een artikel over de gebeurtenissen van 3 maanden eerder. |
| Het Testament van William S. (24)            | augustus 1958                | Verschillende data zijn terug te vinden in het album: 29 augustus 1958 (pagina 25), 30 augustus (pagina 30) en 31 augustus (pagina 48). Olrik verblijft gedurende het avontuur in de Londense gevangenis van Wandsworth. |
| Getekend Olrik (30)                          | najaar 1958 of voorjaar 1959 | Aan het begin van het verhaal bevindt Olrik zich nog steeds in de Londense gevangenis van Wandsworth. De in het verhaal genoemde Duke of Cornwall's Light Infantry bestond tot 6 oktober 1959. |
| S.O.S. Meteoren (8)                          | mei 1959                     | Op de eerste pagina worden kranten weergegeven met data 20 februari en 6 mei. De gebeurtenissen vinden hierna plaats gedurende de eerste helft van de maand. Aan het begin van dit verhaal is Olrik nog op vrije voeten. |
| De Valstrik (9)                              | september - november 1960    | Op het einde wordt een krant van november weergegeven. Het verhaal start twee maanden eerder. |
| Acht Uur in Berlijn (29)                     | 1963                         | Het verhaal start met het bezoek van John Fitzgerald Kennedy aan Berlijn op 26 juni 1963. |
| Het Halssnoer van de Koningin (10)           | 1963                         | Het verhaal begint in 1785 en gaat 178 jaar later verder volgens een krantenartikel in het album. |
| De 3 Formules van Professor Sato (11-12)     | 1969                         | Blake verblijft in het New Otani hotel dat in 1964 gebouwd is. De groene Datsun 510 die door de bende van Olrik gebruikt wordt en de Toyota Mark II-taxi bestuurd door Mortimer in deel 2 zijn beide modellen die in 1968 werden uitgebracht. Het verhaal zou zich dus aan het einde van de jaren zestig kunnen afspelen. |
| De laatste farao (buiten reeks)              | jaren '80                    | Brussel wordt door een onverklaarbare gebeurtenissen vernield. Het verhaal speelt zich daarna decennia later af, vermoedelijk in de jaren '80. Vanwege de desastreuze gebeurtenis in Brussel is duidelijk dat het verhaal zich buiten de chronologie van eerdere albums afspeelt. |
| Het gedroomde avontuur (buiten reeks)        | jaren '90                    | Het verhaalt speelt zich af in brieven die Blake en Mortimer naar elkaar schrijven. Er wordt geen jaartal gegeven, maar waarschijnlijk speelt het verhaal zich in de jaren '90 af. De eerste brief is geschreven op 5 december en de laatste brief op 21 december. |